# Siedem matek
Siedem matek – jeden z wątków hinduizmu (szczególnie wisznuizmu) mówiący o mnogości matek człowieka. Wspominają o tym pisma uznawane za święte lub będące wykładnią postępowania dla hinduistów (np. Niti-śastra 5.23, Bhagawatapurana 1.11.28).
O siedmiu matkach mówi Niti-śastra 5.23 autorstwa Ćanakji Pandity: 
atma-mata guroh patni
brahmani raja-patnika
dhenur dhatri tatha prthvi
saptaita matarah smrtah
gdzie:
- atma-mata oznacza rodzicielkę,
- guroh-patni – żonę mistrza duchowego (guru),
- brahmani – żonę bramina,
- raja-patnika – królową,
- dhenuh – krowę,
- dhatri – niańkę,
- prthvi – Ziemię lub naturę.